# Numicia taenia
Numicia taenia är en insektsart som först beskrevs av Fabricius 1803.  Numicia taenia ingår i släktet Numicia och familjen Tropiduchidae. Inga underarter finns listade i Catalogue of Life.